# Bayard Woottenová

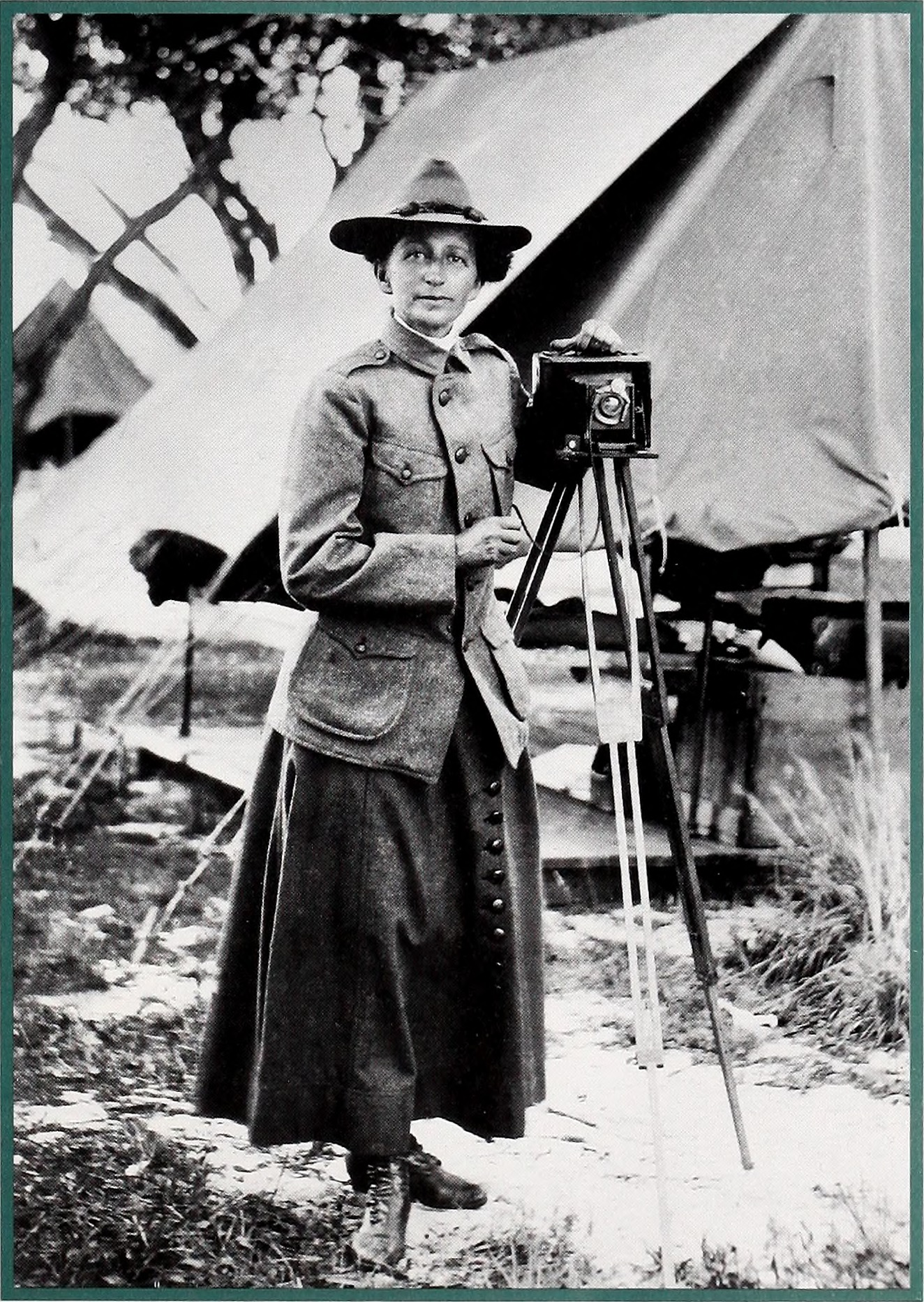
Bayard Woottenová, 1979

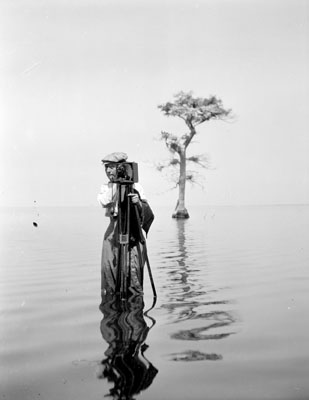
Bayard Woottenová při práci, jezero Great Lake, 1909

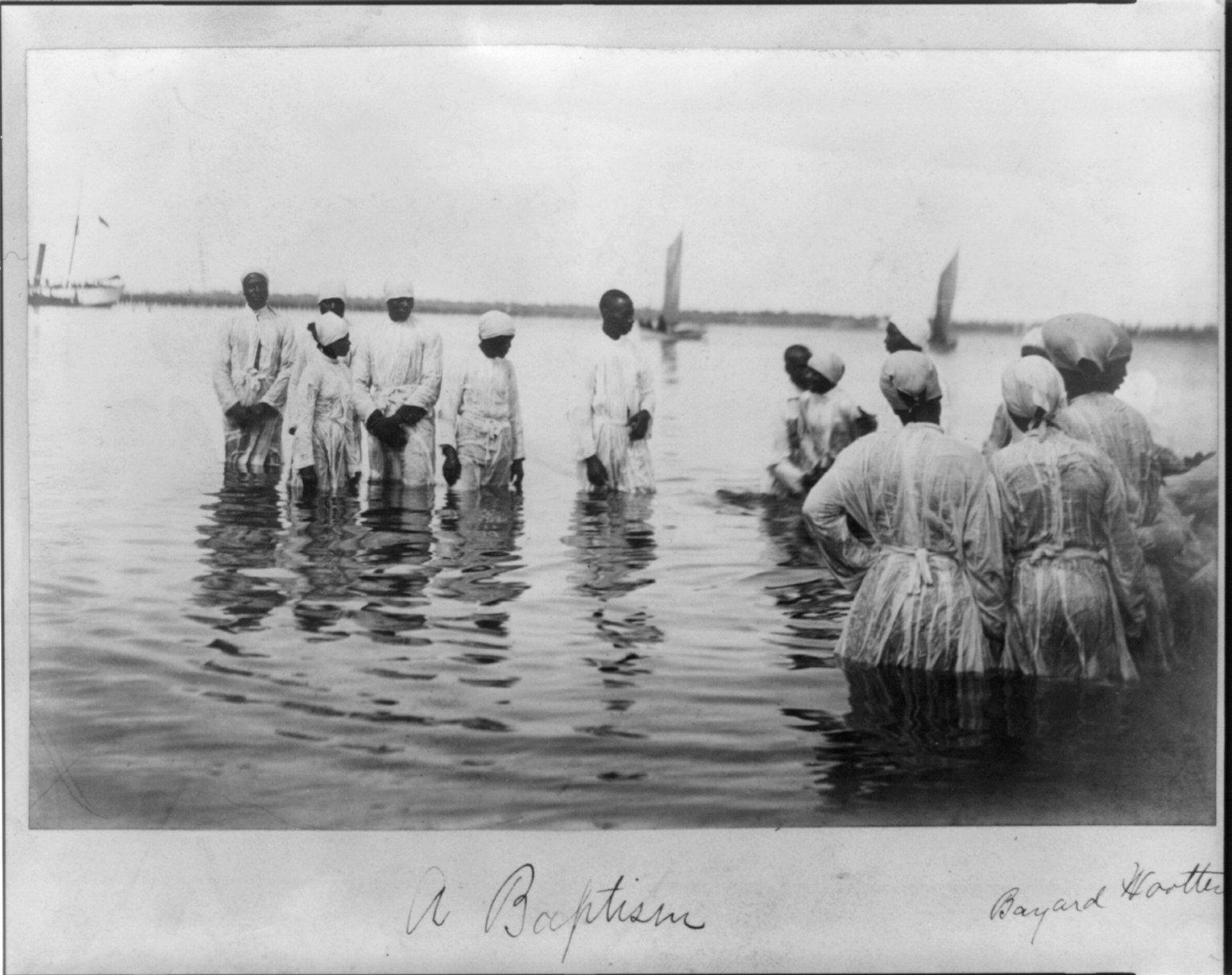
Křest, 1907

Mary Bayard Morgan Woottenová (nepřechýleně Bayard Wootten; 17. prosince 1875 New Bern – 6. dubna 1959 New Bern) byla americká fotografka.

## Životopis
Woottenová se narodila v New Bernu v Severní Karolíně v roce 1875 Mary a Rufus Morganovým. Woottenová navštěvovala veřejné školy v New Bernu a poté od roku 1892 do roku 1894 studovala na State Normal and Industrial College (nyní University of North Carolina v Greensboro). Po vysoké škole krátce vyučovala umění na Arkansas School for the Deaf a Georgia School for the Deaf. Když ji její manžel Charles Wootten opustil kvůli zlaté horečce, vrátila se domů do New Bernu, aby podpořila své dva syny malováním květin na porcelán a šaty. Dokonce preparovala zvířata včetně amerického aligátora, který je v Berlínském přírodovědném muzeu. Základní instruktáž ve fotografii získala od Edwarda Gerrocka a Ignatia Wadswortha Brocka, kterému říkala Nate. V roce 1903 si otevřela vlastní fotografické studio v přístavku vedle svého domu na East Front Street v New Bernu, přičemž si od Gerrocka vypůjčila několik fotoaparátů a vybavení.
Bayard Woottenová otevřela druhé studio v roce 1913 ve Fort Bragg, které mu říkala The Photo Hut. Vytvářela exkluzivní snímky pro Národní gardu Severní Karolíny, díky čemuž se stala první ženou v Národní gardě. V roce 1920 se přestěhovala do Chapel Hill, kde se specializovala na portrétní fotografii pro Yackety Yack, ročenku Severokarolínské univerzity v Chapel Hill, a také na oficiální fotografii pro Carolina Playmakers (nyní PlayMakers Repertory Company). Žila v Chapel Hill od roku 1928 do roku 1954. Díky práci v divadle se seznámila se spisovatelem Thomasem Wolfem, kterého fotografovala při mnoha příležitostech.
Woottenová jednou instruovala svého zaměstnance Rudyho Fairclotha, aby ji spustil přes útes, aby vyfotografovala Linville Falls, slavnou přírodní památku v Severní Karolíně.
Anthony Lilly, také rodák z New Bernu, je životopiscem Woottenové a píše scénář k filmu o jejím životě. Lilly je předním odborníkem na život autorky a má největší sbírku jejích osobních věcí včetně dopisů, tisíců jejích originálních tisků, skleněných desek a celého jejího fotografického studia.
Její fotografie ilustrovaly šest knih, včetně Backwoods America od Charlese Morrowa Wilsona, 1934; Kabiny ve vavřínu od Muriel Sheppard, 1935; Staré domy a zahrady Severní Karolíny od Archibalda Hendersona, 1939; a From My Highest Hill od Olive Tilford Dargan, 1941. Woottenová je pohřbena na rodinném pozemku na historickém hřbitově Cedar Grove v obci New Bern NC.

## Dílo
Woottenová byla první ženou, která v roce 1914 pořídila fotografii z letadla v New Bern v Severní Karolíně. Byla také první ženou v Národní gardě, čímž získala hodnost generálního pobočníka a šéfa publicity. Její strýc byl kongresman Severní Karolíny Hap Barden. Woottenová využila Bardenovu sílu poskytnutím snímků, které vytvořila z chátrajícího tábora Bragg. Její snímky vojáků nucených žít v nejchudších podmínkách ji pomohly zachránit tábor před uzavřením. Dnes je známý jako Fort Bragg.
Fotografie Woottenové ilustrovaly během jejího života pět knih, včetně Charlestonu: Azalias and Old Bricks, North Carolina Homes and Gardens a From My Highest Hill. Její snímky plnily ročenky a noviny UNC v Chapel Hill, zatímco její nadživotní piktorialistické fotografie lemují zdi budov státní správy Severní Karolíny a soudní budovy. Anthony Lilly, rodák z New Bernu, napsal scénář o neuvěřitelném životě fotografky. Lilly také vlastní největší sbírkujejích snímků, tisků, skleněných desek a osobních věcí. Má také celý její obsah studia z let 1904–1959, včetně jejího prvního fotoaparátu a veškerého osvětlení. Lilly tyto poklady zapůjčil Wootten-Moulton Museum v New Bern. Kniha od Jerryho Cottona s názvem Světlo a vzduch byla stručným slovním i obrazovým popisem života Woottenové. Anthony Paul Lilly, také rodák z New Bern, napsal celovečerní scénář o životě Woottenové a také vydal sérii knih s Fahey/Klein Gallery v Beverly Hills o Woottenové ve spolupráci s UNC v Chapel Hill.
Jeho sbírka ve Wootten-Moulton Museum obsahuje stovky rodinných dopisů a obchodních dokumentů podrobně popisujících pracovní vztah s Calebomem Bradhamem. Během svého výzkumu také odhalil autorčiny originální koncepční kresby slavného nápoje.
Kromě své práce průkopnické fotografky a umělkyně byla Woottenová věrnou obhájkyní azylového domu pro ženy, která využila svého postavení a pověsti na celém jihu k pomoci ženským organizacím včetně Women's Missionary League. V roce 1915 se stala prezidentkou propagačního oddělení Ligy a vytvořila všechny oficiální portréty.
V roce 1913 se její portrétování stalo populární v Camp Bragg. Doručení jejích portrétů Greggovi Cherrymu, v té době obyčejnému vojákovi v Camp Bragg, vedlo k návalu objednávek.
Woottenové bylo uděleno povolení otevřít si na základně fotografické studio (The Photo Hut) a Wootenová nakonec dostala první zakázku pro ženu v Národní gardě. Její první klient, poručík Cherry, se stal 61. guvernérem Severní Karolíny. Po Cherrym byla pojmenována Letecká stanice a základna Cherry Point, stejně jako Cherry Hospital.
Wootten-Moulton Studio obdrželo ocenění The Showmanship Award od společnosti The Walt Disney Company za vynikající úspěchy v profesionální fotografii.

## Ceny a výstavy
Woottenová obdržela v roce 1934 státní cenu Severní Karolíny za „Nejkrásnější fotografie stromů v Americe“ od American Forestry Association za svou fotografii Live Oaks.
Její práce byly vystaveny na Harvardově univerzitě, na výstavě Century of Progress, na Akademii umění v Richmondu ve Virginii a na mnoha místech v Severní Karolíně.
- 3.–31. května 1923: Mezinárodní salon Pictorial Photographers of America. V galerii Art Center, 65 East 56th Street, New York City, NY.[5]
- 1994: „I won't make a picture unless the moon is right”: raná architektonická fotografie Severní Karolíny od Frances Benjamin Johnstonové a Bayard Woottenové. Státní univerzita v Severní Karolíně, Centrum vizuálních umění.[6]

## Publikace
- Cotten, Jerry W. (1998) Light and Air: The Photography of Bayard Wootten. North Carolina: The University of North Carolina Press. ISBN 978-0807824450
- Dargan, Olive Tilford (1998) From My Highest Hill: Carolina Mountain Folks. Photographs by Bayard Wootten. Tennessee: University of Tennessee Press. ISBN 978-1572330207
- Henderson, Archibald (1939) Old Homes and Gardens of North Carolina. Photographs by Bayard Wootten. North Carolina: University of North Carolina Press. OCLC Number: 1511096
- Higgins, Anthony (Author), Wootten, Bayard (Photographer) (1939) New Castle, Delaware, 1651-1939. Houghton Mifflin. OCLC Number: 7944271
- Stoney, Samuel Gaillard (Author), Wootten, Bayard (Photographer) (1939) Charleston: Azaleas and Old Bricks. Houghton Mifflin. OCLC Number: 498875680
- Sheppard, Muriel Earley (1935) Cabins in the Laurel. Photographs by Bayard Wootten. North Carolina: Chapel Hill Books ISBN 978-0807819869
- Wilson, Charles Morrow (1935) Backwoods America. Illustrations by Bayard Wootten. Chapel Hill: University of North Carolina Press. OCLC Number: 578736164
- Exhibition Catalog: "I won't make a picture unless the moon is right--" : early architectural photography of North Carolina by Frances Benjamin Johnston and Bayard Wootten, North Carolina State University, Visual Arts Center (1994). Raleigh, NC: Preservation North Carolina. OCLC number: 31321581
- Exhibition Catalog: International salon of the Pictorial Photographers of America : held at the galleries of the Art Center, sixty five East Fifty Sixth Street, New York City : from May third to May thirty-first one thousand nine hundred twenty three. Pictorial Photographers of America (1923) OCLC Number: 56057729

## Galerie

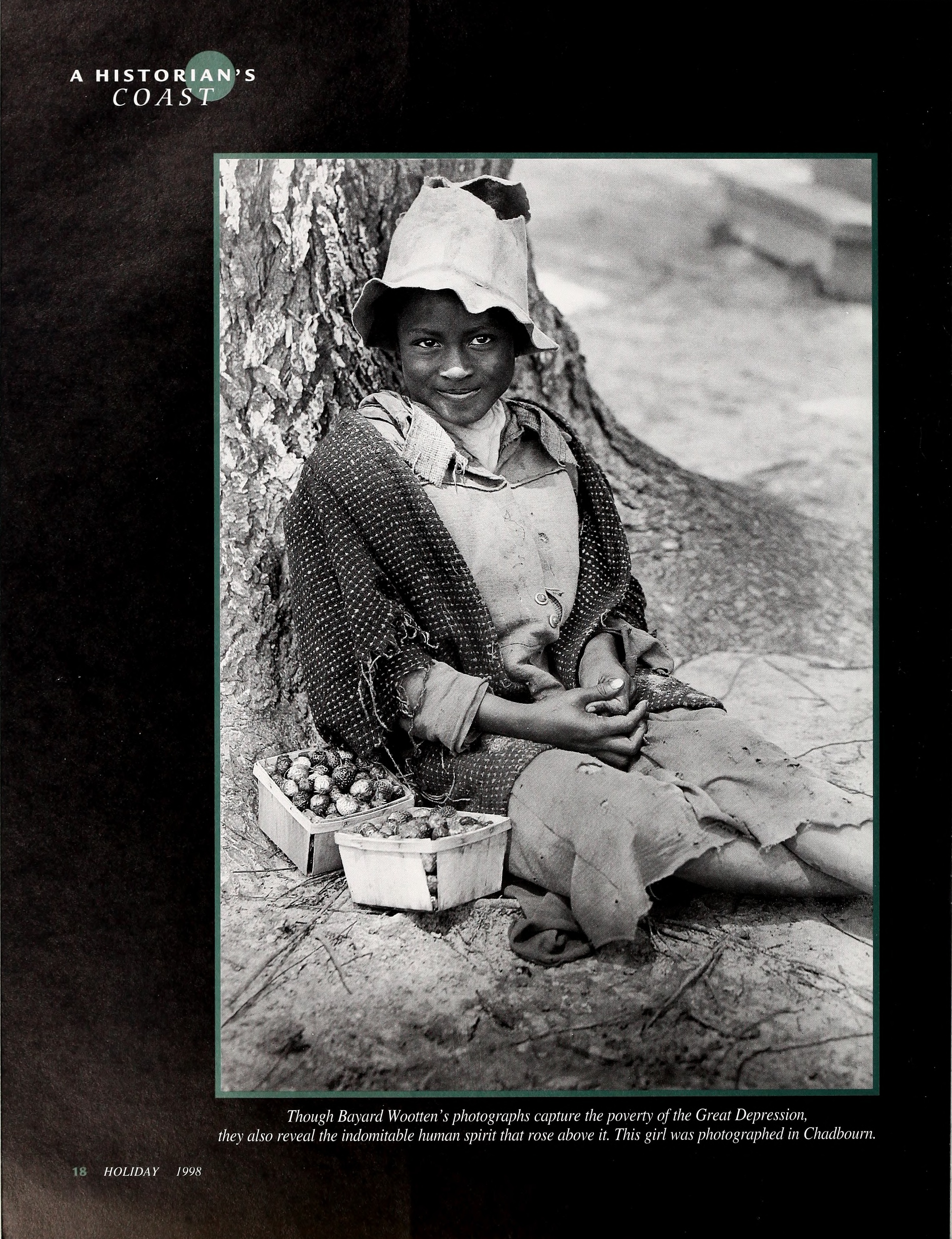
Coast watch, 1979
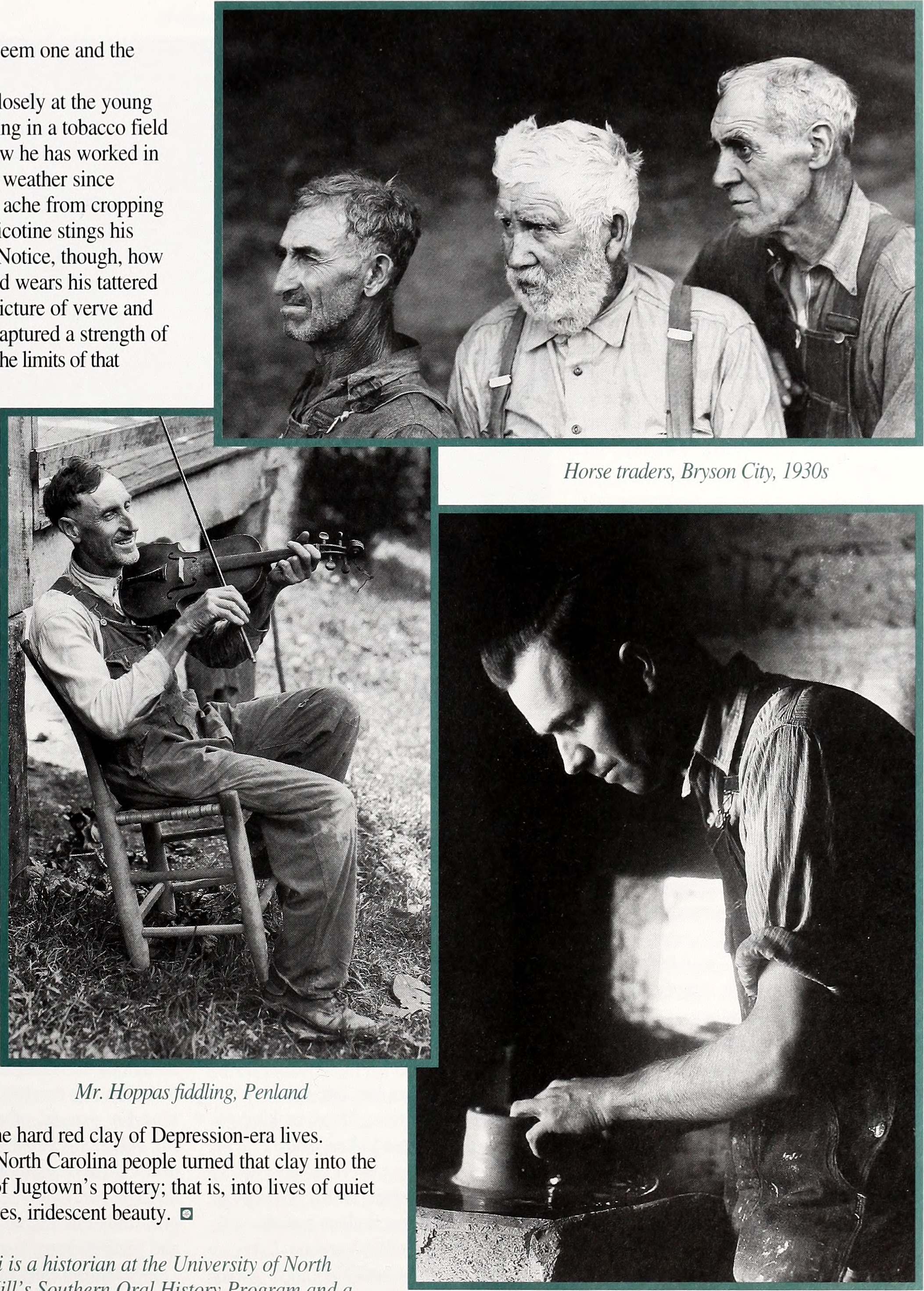
Coast watch, 1979
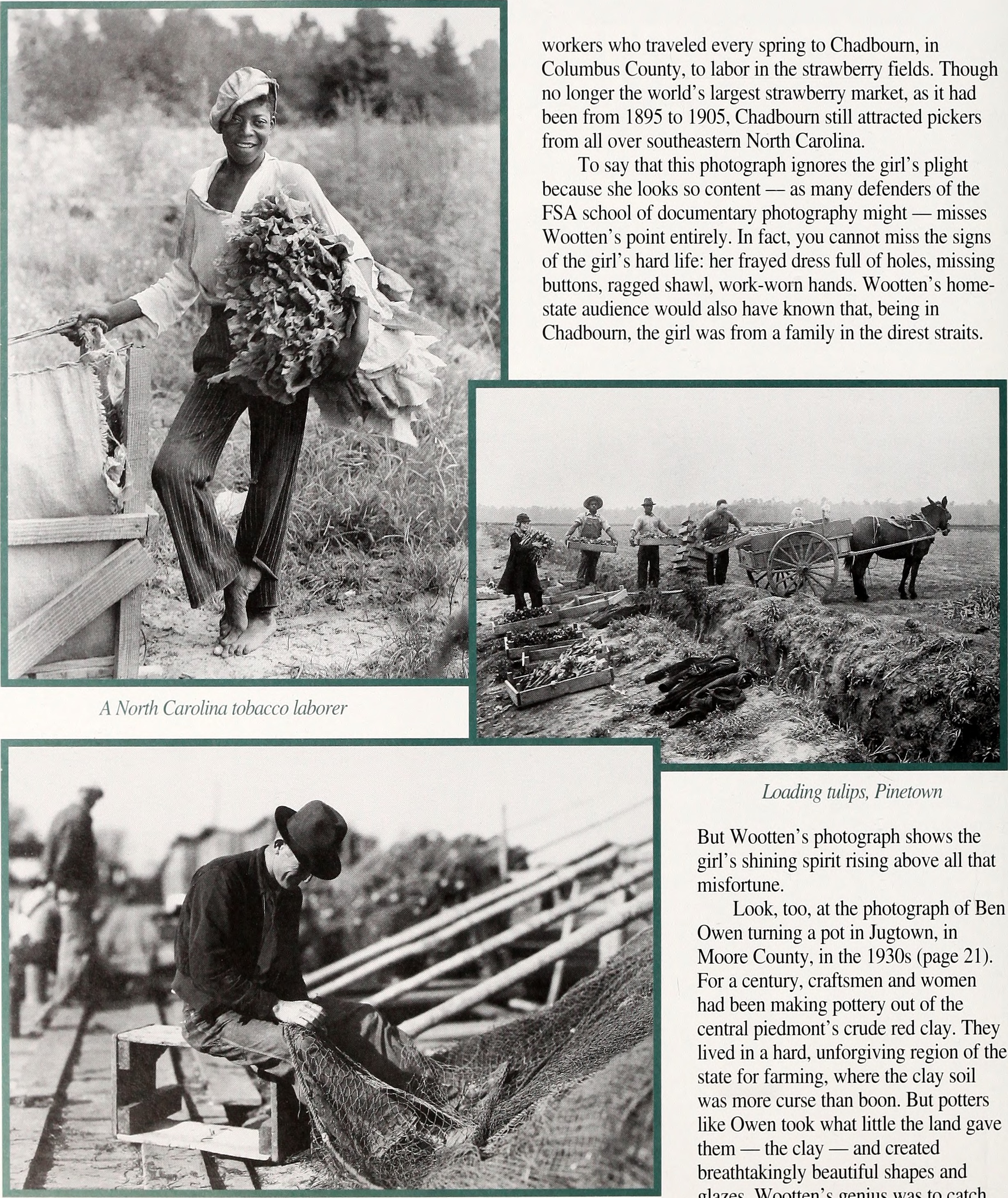
Coast watch, 1979
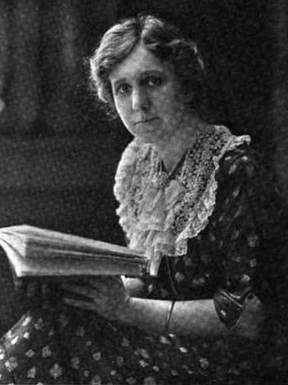
Maybelle Goodlanderová, fotografka, 1914